# IText (PDFライブラリ)
iTextは、Javaおよび.NETでPDFファイルを作成および操作するためのライブラリ。イニシャルリリースは2000年。言語はJava、C＃で書かれている。オペレーティングシステムはクロスプラットフォームである。iTextのLGPL / MPLライセンスバージョンのフォークは、GitHubのOpenPDFライブラリとしてアクティブに維持されている。PDFのメリットを活用したいと考える組織にとって、次の段階のSDKを意味するものとなっている。 より良いドキュメントエンジン、ハイ／ローレベルプログラミング機能、PDFドキュメントの作成、編集、エンハンス能力が搭載されており、 ワークフローにメリットがある。 iText を使用すると、ウェブやモバイル、Java／.NETデスクトップアプリーケーション、クラウドアプリケーションといったものに、 カスタムしたPDFシナリオを作成することができる。
なお、Mac向けのフリーのテキストエディタであるiTextとは無関係である。